# طیف رادیویی

نمودار : موجAM FM

طیف رادیویی به بخشی از طیف امواج الکترومغناطیسی گفته می‌شود که بسامدی بین ۳ هرتز تا ۳٬۰۰۰ گیگاهرتز (۳ تراهرتز) دارند. به امواجی با چنین بسامد موج‌های رادیویی گفته می‌شود و بسیار در فناوری امروزه استفاده می‌شوند به ویژه در مخابرات. برای کنترل تولید  و انتشار این امواج، قوانین زیادی وضع شده‌است که با اتحادیه بین‌المللی مخابرات (ITU) هماهنگ می‌شود.
ITU وظیفه اختصاص بخش‌های گوناگون طیف رادیویی را برای فناوری‌ها و کاربردهای مختلف انتقال رادیویی بر عهده دارد. حدود ۴۰ خدمت ارتباط رادیویی در مقررات رادیویی ITU تعریف شده است. در برخی موارد، بخش‌هایی از طیف رادیویی به اپراتورهای خدمات ارسال رادیویی خصوصی (به عنوان مثال، اپراتورهای تلفن همراه یا ایستگاه های تلویزیونی پخش) فروخته می شود یا مجوز داده می‌شود . محدوده فرکانس‌های اختصاص داده شده، غالباً با نام کاربرد آنها (به عنوان مثال، طیف سلولی یا طیف تلویزیونی) نام‌گذاری می‌شود. از آنجایی که طیف رادیویی یک منبع ثابت و محدود بوده، و همزمان مورد تقاضای تعداد فزاینده ای از کاربران قرار گرفته، طیف رادیویی در دهه‌های اخیر به طور فزاینده ای شلوغ شده است و نیاز به استفاده موثرتر از آن باعث ایجاد نوآوری های مدرن مخابراتی مانند سیستم های رادیویی ترانک ، طیف گسترده ، فراپهن‌باند ، استفاده مجدد از فرکانس ، مدیریت طیف پویا، استخر فرکانس، و رادیو شناختی شده است.

## محدودیت‌ها
مرزهای فرکانس طیف رادیویی یک موضوع قراردادی در فیزیک است و تا حدودی دلخواه. از آنجایی که امواج رادیویی، گروه با پایین‌ترین فرکانس در امواج الکترومغناطیسی در نظر گرفته می‌شوند، لذا محدودیت کمتری برای مرز پایینی طیف فرکانس در امواج رادیویی وجود دارد. امواج رادیویی توسط ITU اینگونه تعریف می شود: "امواج الکترومغناطیسی با فرکانس دلخواه کمتر از ۳۰۰۰ گیگاهرتز، که بدون هدایت مصنوعی (موج‌بر یا آنتن) منتشر می‌شوند". طیف رادیویی در مرز فرکانس بالایی، توسط باند مادون قرمز محدود می‌شود. شایان ذکر است که مرز بین امواج رادیویی و امواج مادون قرمز، در زمینه های علمی مختلف، در فرکانس‌های مختلف  تعریف شده است. گروه تراهرتز، از ۳۰۰ گیگاهرتز به ۳ تراهرتز، را می‌توان هم به عنوان امواج مایکروویو در نظر گرفت و هم مادون قرمز. این بالاترین باند است که توسط اتحادیه بین المللی مخابرات به عنوان امواج رادیویی طبقه‌بندی شده است. اما دانشمندان طیف‌سنجی، این فرکانس‌ها را بخشی از باندهای مادون قرمز دور و مادون قرمز میانی می‌دانند.
طیف رادیویی یک منبع ثابت است، بدین معنی که محدودیت‌های عملی و ملاحظات فیزیکی اولیه طیف رادیویی بر آن حاکم است. لذا فرکانس‌هایی که برای ارتباطات رادیویی مفید هستند، توسط محدودیت‌های تکنولوژیکی تعیین می‌شوند و به راحتی نمی‌توان بر این مشکلات فائق آمد.  با وجودی که طیف رادیویی به طور فزاینده‌ای متراکم می‌شود، ولی به طور عملی، هیچ راهی برای اضافه کردن پهنای باند فرکانسی اضافی خارج از پهنای باند فعلی وجود ندارد.  پایین‌ترین فرکانس‌های مورد استفاده برای ارتباطات رادیویی، به اندازه طول آنتن‌های فرستنده محدود می‌شود. اندازه آنتن مورد نیاز برای تابش توان رادیویی به طور موثر متناسب با طول موج (یا معکوس با فرکانس) افزایش می‌یابد. برای استفاده از امواج زیر ۱۰ کیلوهرتز (طول موج ۳۰ کیلومتر)، آنتن‌های سیمی با قطر چند کیلومتری مورد نیاز است، بنابراین تعداد بسیار کمی از سیستم‌های رادیویی از فرکانس‌های کمتر از این استفاده می‌کنند. محدودیت دوم کاهش پهنای باند قابل استفاده در فرکانس‌های پایین است که سرعت انتقال داده را محدود می‌کند. در فرکانس‌های زیر ۳۰ کیلوهرتز، مدولاسیون صوتی غیرعملی است و فقط از ارتباطات داده با نرخ باد پایین استفاده می‌شود. کمترین فرکانس‌هایی که برای ارتباط رادیویی استفاده شده است حدود ۸۰ هرتز است. کاربرد این فرکانس در سیستم‌های ارتباطی زیردریایی ELF است تا با دیگر زیردریایی‌ها در فاصله چند صد متری زیر آب ارتباط برقرار کنند. در این روش از آنتن‌های دوقطبی زمینی بزرگ با طول ۲۰ تا ۶۰ کیلومتر استفاده می‌شود و توسط منبع تغذیه با توان چند مگاوات برانگیخته می‌شود. نرخ انتقال داده بسیار آهسته و حدود ۱ بیت در دقیقه (۱۷ میلی بیت در ثانیه یا حدود ۵ دقیقه برای هر کاراکتر) است.

## باندها
باند رادیویی یک بخش کوچک از طیف باند فرکانسی (بخشی به هم پیوسته از محدوده طیف رادیویی) است که معمولاً در آن کانال‌ها برای همان هدف استفاده می‌شوند یا برای کاربرد در آینده رزرو شده و  کنار گذاشته می‌شوند. برای امکان استفاده کارآمد از طیف رادیویی و همچنین  جلوگیری از تداخل، خدمات مشابه در یک باند تخصیص داده شده می‌شوند. به عنوان مثال، دستگاه های پخش، رادیو سیار یا ناوبری در محدوده‌های فرکانسی تخصیص داده می‌شوند که با هم همپوشانی و نزدیکی ندارند.
برای هر باند رادیویی، ITU یک طرح باند (یا طرح فرکانس ) دارد که نحوه استفاده و اشتراک گذاری آن، جلوگیری از تداخل و تنظیم پروتکل برای سازگاری فرستنده ها و گیرنده ها را دیکته می کند. 

### طرح باند
هر طرح فرکانس تعیین می‌کند که کدام محدوده فرکانسی را باید شامل شود، کانال‌ها چگونه تعریف شوند، و چه چیزی مجاز است که در آن کانال‌ها منتقل شود. تعاریف معمولی که در طرح فرکانس ارائه می شود عبارتند از:
- طرح شماره گذاری – کدام شماره کانال یا حروف (در صورت وجود) اختصاص داده خواهد شد
- فرکانس‌های مرکزی – برای هر کانال، موج حامل چه میزان از مبدأ فاصله خواهد داشت
- پهنای باند و/یا انحراف – پهنای هر کانال چقدر خواهد بود
- ماسک طیفی – چگونه سیگنال‌های خارجی توسط فرکانس ضعیف خواهد شد
- مدولاسیون – چه نوع مدولاسیونی استفاده خواهد شد یا مجاز خواهد بود
- محتوا – چه نوع اطلاعاتی مجاز است، مانند صوت یا تصویر ، آنالوگ یا دیجیتال
- مجوز – مراحل دریافت مجوز پخش چگونه خواهد بود

## ITU
باندهای فرکانس مجاز حقیقی توسط ITU و آژانس‌های تنظیم‌کننده محلی (مانند کمیسیون ارتباطات فدرال ایالات متحده (FCC) ) تعریف می شوند و پیاده‌سازی داوطلبانه بهترین شیوه‌ها برای جلوگیری از تداخل به کمک گرفته می‌شوند. 
طبق قرارداد، ITU طیف رادیویی را به ۱۲ باند تقسیم می‌کند که هر باند با طول موجی که توانی از ده متر ({\displaystyle 10^{n}}) است شروع می‌شود. این باندها متناظر با فرمول فرکانسی {\displaystyle 3\times 10f^{8-n}} هرتز هستند و هر کدام چند ده فرکانس یا طول‌موج را پوشش می دهند. هر کدام از این گروه‌ها یک نام سنتی دارند. به عنوان مثال، اصطلاح فرکانس بالا (اختصاری HF) محدوده طول موج ۱۰۰ تا ۱۰ متر را مشخص می کند و مربوط به محدوده فرکانس ۳ تا ۳۰ مگاهرتز  است. این فقط یک نماد است و به تخصیص  باند مربوط نمی‌شود. در ادامه، ITU هر باند را به زیر باندهایی تقسیم می‌کند که به خدمات مختلف اختصاص داده شده است. در فرکانس‌های بالای ۳۰۰ گیگاهرتز، جذب تابش الکترومغناطیسی توسط اتمسفر زمین به قدری زیاد است که جو عملاً کدر به حساب می‌آید، تا زمانی که دوباره در محدوده فرکانس بازه نور مرئی و مادون قرمز نزدیک، شفاف شود. 

## طیف بر پایه فرکانس
| نام باند                       | مخفف       | باند ITU | فرکانس و طول موج در هوا             | کاربردها |
| ------------------------------ | ---------- | -------- | ----------------------------------- | --- |
| بسامد بس‌پایین                  | ELF        | ۱        | ۳–۳۰ hertz ۹۹٬۹۳۰٫۸–۹٬۹۹۳٫۱ کیلومتر | ارتباطات با زیردریایی‌ها |
| بسامد ابرپایین                 | SLF        | ۲        | ۳۰–۳۰۰ hertz ۹٬۹۹۳٫۱–۹۹۹٫۳ کیلومتر  | ارتباطات با زیردریایی‌ها |
| بسامد فراپایین                 | ULF        | ۳        | ۳۰۰–۳٬۰۰۰ hertz ۹۹۹٫۳–۹۹٫۹ کیلومتر  | ارتباطات با زیردریایی‌ها |
| بسامد بسیارپایین               | VLF        | ۴        | ۳–۳۰ کیلوhertz ۹۹٫۹–۱۰٫۰ کیلومتر    | ناوبری رادیویی ارتباطات با زیردریایی‌ها, اندازه‌گیر ضربان قلب بدون سیم, ژئوفیزیک |
| بسامد پایین                    | LF         | ۵        | ۳۰–۳۰۰ کیلوhertz ۱۰٫۰–۱٫۰ کیلومتر   | ناوبری, سیگنال زمان, انتشار بسامد پایین AM (اروپا و بخشی از آسیا), سامانه بازشناسی با امواج رادیویی, رادیوی آماتور |
| بسامد متوسط                    | MF         | ۶        | ۳۰۰–۳٬۰۰۰ کیلوhertz ۱٫۰–۰٫۱ کیلومتر | پخش ای‌ام (متوسط), رادیوی آماتور |
| بسامد بالا                     | HF         | ۷        | ۳–۳۰ مگاhertz ۹۹٫۹–۱۰٫۰ متر         | انتشار موج کوتاه, رادیوی باند شهروندان, رادیوی آماتور, سامانه بازشناسی با امواج رادیویی |
| بسامد بسیاربالا                | VHF        | ۸        | ۳۰–۳۰۰ مگاhertz ۱۰٫۰–۱٫۰ متر        | سخن‌پراکنی اف‌ام, انتشار تلویزیون, ارتباطات زمین به هواپیما و ارتباطات بین دو هواپیما, رادیوی آماتور |
| بسامد فرابالا                  | UHF        | ۹        | ۳۰۰–۳٬۰۰۰ مگاhertz ۱٫۰–۰٫۱ متر      | انتشار تلویزیون, دستگاه مایکروویو, دستگاه‌ها و ارتباطات ریزموج, اخترشناسی رادیویی, تلفن همراه, شبکه محلی بی‌سیم, بلوتوث, زیگ بی, سامانه موقعیت‌یاب جهانی FRS و رادیوی GMRS , رادیوی آماتور, رادیوی ماهواره‌ای, سامانه‌های کنترل از راه دور, ای‌دی‌اس-بی |
| بسامد ابربالا                  | SHF        | ۱۰       | ۳–۳۰ گیگاhertz ۹۹٫۹–۱۰٫۰ میلیمتر    | اخترشناسی رادیویی, ارتباطات مایکروویو, وای‌فای, DSRC, اکثراً رادارهای مدرن, ماهواره‌های مخابراتی, انتشار تلویزیونی و ماهواره‌ای, تلویزیون ماهواره‌ای, رادیوی آماتور, رادیوی ماهواره‌ای                                                                 |
| بسامد بس‌بالا                   | EHF        | ۱۱       | ۳۰–۳۰۰ گیگاhertz ۱۰٫۰–۱٫۰ میلیمتر   | اخترشناسی رادیویی , رله رادیویی مایکروویو فرکانس بالا, سنجش از دور میکروویو, رادیوی آماتور, سامانه بازدارنده فعال, وای‌فای (8۰2.11ad) |
| امواج تراهرتز یا امواج تراهرتز | THz or THF | ۱۲       | ۳۰۰–۳٬۰۰۰ گیگاhertz ۱٫۰–۰٫۱ میلیمتر | کاربردهای آزمایشی برای جایگزینی ایکس‌ری, دینامیک فوق‌سریع مولکولی, فیزیک ماده چگال, ارتباطات محاسبات تراهرتز, سنجش از دور, رادیوی آماتور |